# Silberhausen
Silberhausen is een plaats en voormalige gemeente in de Duitse deelstaat Thüringen en maakt deel uit van de Landkreis Eichsfeld.
Silberhausen telt  inwoners.
De gemeente maakte deel uit van de Verwaltungsgemeinschaft Dingelstädt tot deze op op 1 januari 2019 werd opgeheven en Silberhausen werd opgenomen in Dingelstädt, de voormalige hoofdplaats van het samenwerkingsverband.
Dingelstädt · Helmsdorf · Kefferhausen · Kreuzebra · Silberhausen